# Frans Karner

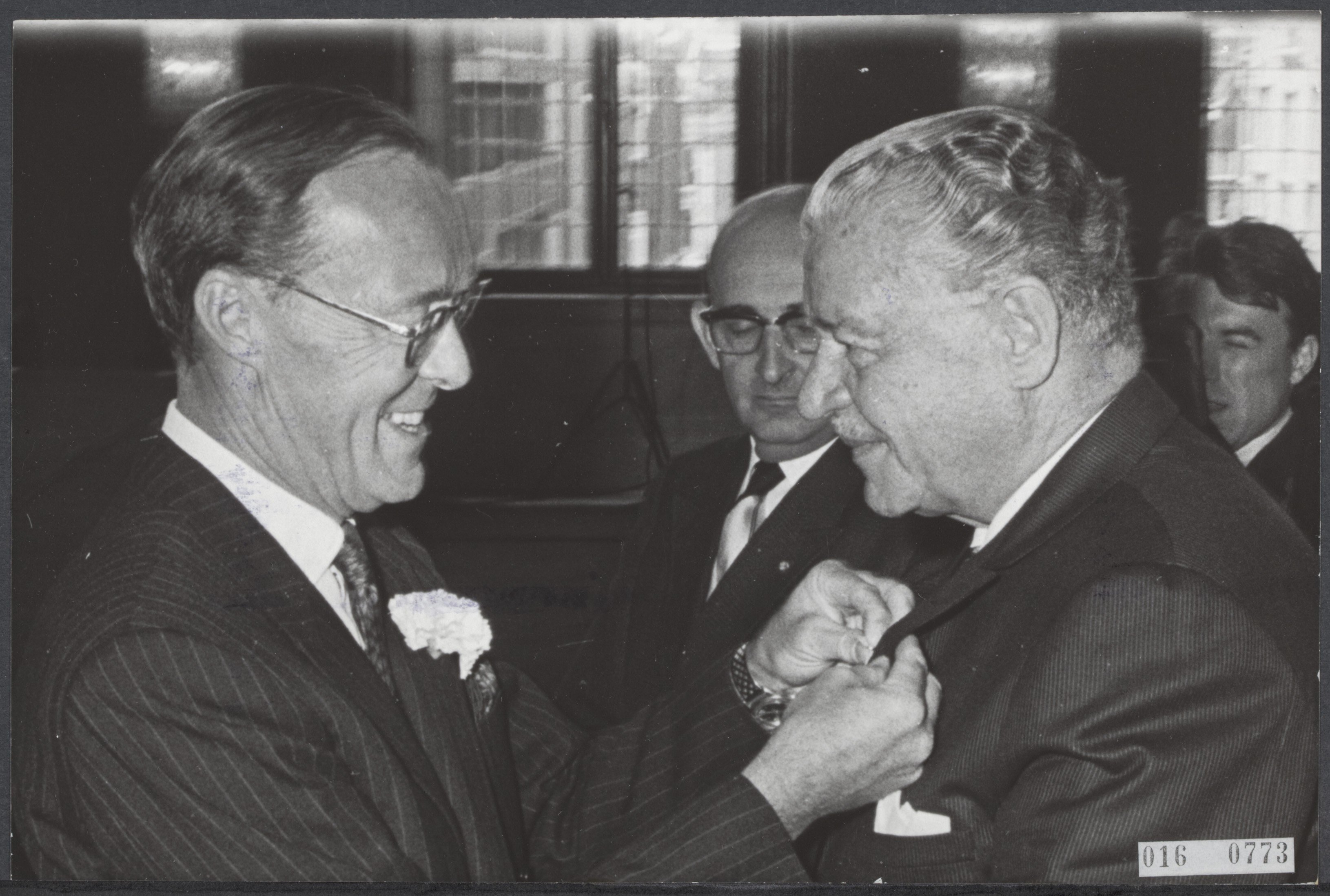
Karner krijgt zilveren anjer (1968)

Franz Hans Maria (Frans) Karner (Kuttenberg, Oostenrijk-Hongarije, 2 april 1904 – Curaçao, 26 december 1981) was een Nederlands bankier en diplomaat werkend op de Nederlandse Antillen.
Hij was zoon van Hedwig Rzehak en Franz Karner. Hijzelf was getrouwd met Winifred (Winnie) Mendez Chumaceiro (overleden Curaçao, 1989).
Karner werd in 1939 genaturaliseerd; hij woonde sinds 1926 op Curaçao en werkte daar bij de Maduro & Curiels Bank. Later woonde hij in Oranjestad op Aruba. Vlak daarna werd hij benoemd tot vice-consul van Noorwegen op de Aruba.  Tijdens de Tweede Wereldoorlog werkte Karner voor het Bureau voor Crisiszaken op de Antillend; hij vertrok er op 1 april 1945 op eigen verzoek.  Hij ging werken in de directie bij de bank Edwards, Herinquez & Co (minstens tot april 1955) en was tevens als voorzitter verbonden aan de Curaçaose Vereniging voor den Handel. In 1949 werd hij consul voor Oostenrijk voor de Nederlandse Antillen en Suriname; dit maal gevestigd in Willemstad op Curaçao. In 1952 begeleidde hij de gouverneur van de Nederlandse Antillen Teun Struycken op een reis naar Venezuela; hij was toen net landsminister van Economische Zaken en Welvaartszorg in het kabinet Moises Frumencio da Costa Gomez. 
Andere instellingen waaraan hij verbonden was, waren Stichting voor ’t Gebrekkige Kind/Mgr Verriet Stichting en Rotary Club. Bovendien was hij initiatiefnemer voor de bouw van kustvaarder Antilia, gebouwd in Waterhuizen voor een verbetering van de verbindingen tussen de Antillen en omringende eilanden en landen (Droomboot Karner, 1954).   
In 1955 werd hij benoemd tot officier in de Orde van de Nederlandse Leeuw; in 1976 tot ridder. In 1968 kreeg hij de Zilveren Anjer opgespeld vanwege zijn werk voor de Monumentenzorg op de Nederlandse Antillen. Hij trad daarmee in de voetsporen van May Henriquez en Jan Hendrik Beaujon. Karner was vanaf de oprichting in 1954 jarenlang (tot minstens 1968) voorzitter van de Stichting Monumentenzorg Curaçao. Voor deze gelegenheid trokken zowel Karner als de ambassadeur van Oostenrijk Klaus Winterstein naar het Paleis op de Dam.   In 1994 kwam nog een verlaat eerbetoon; beeldhouwer J.F.C. Brandon maakte een beeld van hem, dat geplaatst werd op de De Rouvilleweg in Otrabanda.
Hij overleed op 77-jarige leeftijd.